# If You Had My Love
If You Had My Love ist die Debütsingle der US-amerikanischen Sängerin Jennifer Lopez. Die Single wurde im Mai 1999 über Sony Music veröffentlicht und erreichte Platz 1 der Billboard Hot 100. Für über 150.000 verkaufter Exemplare in Deutschland wurde der Song von dem Bundesverband Musikindustrie mit einer Goldenen Schallplatte ausgezeichnet; in den Vereinigten Staaten erhielt If You Had My Love Platin.

## Kritik
Aaron Beierle beschrieb den Song als eingängig, außerdem fand er, dass der Song den Stil von Lopez gut präsentiere.

## Musikvideo
Das Musikvideo wurde im April 1999 gedreht, Regisseur war Paul Hunter.

## Kommerzieller Erfolg

### Chartplatzierungen
If You Had My Love ist einer von Lopez erfolgreichsten Songs. Am 15. Mai 1999 debütierte die Single auf Platz 72 der Billboard Hot 100, in der zweiten Woche stieg er auf Platz 56. In der dritten Woche erreichte das Lied die Top Ten und stieg auf Platz 6. Am 12. Juni 1999 wurde er zum Nummer 1 Hit, es war die erste Nummer 1 Debütsingle seit … Baby One More Time von Britney Spears.
| ChartsChartplatzierungen       | Höchstplatzierung | Wochen |
| ------------------------------ | ----------------- | ------ |
| Deutschland (GfK)              | 5 (16 Wo.)        | 16     |
| Österreich (Ö3)                | 13 (13 Wo.)       | 13     |
| Schweiz (IFPI)                 | 5 (29 Wo.)        | 29     |
| Vereinigte Staaten (Billboard) | 1 (25 Wo.)        | 25     |
| Vereinigtes Königreich (OCC)   | 4 (13 Wo.)        | 13     |

| ChartsJahrescharts (1999)      | Platzierung |
| ------------------------------ | ----------- |
| Deutschland (GfK)              | 32          |
| Schweiz (IFPI)                 | 15          |
| Vereinigte Staaten (Billboard) | 12          |

### Auszeichnungen für Musikverkäufe
| Land/Region                  | Auszeichnungen für Musikverkäufe (Land/Region, Auszeichnung, Verkäufe) | Verkäufe  |
| ---------------------------- | ---------------------------------------------------------------------- | --------- |
| Australien (ARIA)            | 2× Platin                                                              | 140.000   |
| Belgien (BRMA)               | Platin                                                                 | 50.000    |
| Deutschland (BVMI)           | Gold                                                                   | 250.000   |
| Frankreich (SNEP)            | Gold                                                                   | 250.000   |
| Neuseeland (RMNZ)            | Platin                                                                 | 10.000    |
| Schweden (IFPI)              | Gold                                                                   | 15.000    |
| Schweiz (IFPI)               | Gold                                                                   | 25.000    |
| Spanien (Promusicae)         | Platin                                                                 | 50.000    |
| Vereinigte Staaten (RIAA)    | Platin                                                                 | 1.200.000 |
| Vereinigtes Königreich (BPI) | Platin                                                                 | 600.000   |
| Insgesamt                    | 4× Gold · 7× Platin ·                                                  | 2.590.000 |

Hauptartikel: Jennifer Lopez/Auszeichnungen für Musikverkäufe